# 国鉄タサ6500形貨車
国鉄タサ6500形貨車（こくてつタサ6500がたかしゃ）は、かつて日本国有鉄道（国鉄）に在籍した私有貨車（タンク車）である。

## 概要
1971年（昭和46年）4月26日にタサ5700形より1両（オタサ35779→オタサ6500）の専用種別変更（LPガス→LPガス、メチルアセチレン（メチルアセチレンを混合したLPガス））工事が日立製作所にて行われ形式名は新形式であるタサ6500形とされた。翌年の6月20日に2両（オタサ25721、オタサ25722→オタサ6501、オタサ6502）が川崎重工業にて追加改造された。1979年（昭和54年）8月6日及び1981年（昭和56年）11月16日には1両ずつの新規製作が川崎重工業にて行われ、以上合計5両（オタサ6500 - オタサ6504）がタサ6500形として落成した。
記号番号表記は特殊標記符号「オ」（全長 16 m 以上）を前置し「オタサ」と標記する。更にタンク体右側形式番号上に「連結注意」が標記された。
本形式の他にLPガス、メチルアセチレンを専用種別とする形式は、他に例がなく唯一の存在であった。（ただしLPガスのみを専用種別とする形式は複数存在した。）
所有者は一貫して菱三商事の1社のみでありその常備駅は鹿児島本線の荒尾駅である。（その後前川駅、初島駅に変更になった車もある）
1979年（昭和54年）10月より化成品分類番号「燃(G)23」（燃焼性の物質、高圧ガス、高圧ガス、可燃性のもの）が標記された。専用種別の「LPガス」は赤色、「メチルアセチレン」は白色、「燃」は赤色、「(G)23」は白色でそれぞれ標記されている。
車体色はねずみ色1号、寸法関係は一例として全長は17,880mm、全幅は2,500mm、全高は3,856mm、台車中心間距離は13,700mm、実容積は47.0m3、自重は26.5t、換算両数は積車4.5、空車2.6であり、台車はTR41DまたはTR216Bである。
1986年（昭和61年）8月30日に最後まで在籍した2両（オタサ6500、オタサ6503）が廃車となり、同時に形式消滅となった。